# Stichoglossa
Stichoglossa är ett släkte av skalbaggar som beskrevs av Leon Fairmaire och Laboulbene 1856. Stichoglossa ingår i familjen kortvingar.
Släktet innehåller bara arten Stichoglossa semirufa.